# University of North Carolina at Charlotte
Die University of North Carolina at Charlotte (auch UNC Charlotte genannt) ist eine staatliche Universität in Charlotte im US-Bundesstaat North Carolina. Die Hochschule wurde 1946 gegründet. Hier sind ca. 28.700 Studenten eingeschrieben, bis zum Jahr 2020 soll die Zahl der Studierenden auf 35.000 wachsen. Die UNC Charlotte ist Teil des University of North Carolina-Systems.

## Organisation
Die Universität besitzt vier Campus-Bereiche an verschiedenen Standorten. Neben dem Hauptcampus, der University City, gibt es das Charlotte Research Institute (Forschungsinstitut), den Uptown Charlotte Campus (Wirtschaftswissenschaften, Abendkurse) und den South Charlotte (Ballantyne) Campus (Informatik).
Es bestehen folgende Fakultäten:
- Architektur
- Gesundheit und Human Services
- Informatik
- Ingenieurwissenschaften (William States Lee College of Engineering)
- Künste und Wissenschaften
- Pädagogik
- Wirtschaftswissenschaften (Belk College of Business)
- Honors College
- Graduate School

## Sport
Die Sportteams der UNC Charlotte sind die Charlotte 49ers. Der Name stammt von dem wichtigen Jahr 1949. Denn in diesem Jahr schaffte es Gründer Bonnie Cone die 1946 vorübergehende Schule als permanente Einrichtung bestehen zu lassen. Die Hochschule ist seit 2023 Mitglied der American Athletic Conference und hat verschiedensten Sportarten, darunter seit 2013 auch American Football. Die Eingliederung dieser Sportart ist der Hauptgrund, dass Charlotte die Conference wechselte (zuvor war sie Teil der Atlantic-10).
Die wichtigsten Sportarten der UNC Charlotte:
- American Football
- Golf
- Leichtathletik
- Cross Country
- Fußball
- Softball
- Tennis
- Baseball
- Basketball
- Volleyball

Die Farben der Sportteams sind grün und weiß.

## Amoklauf
Am 30. April 2019 kam es an der UNC Charlotte zu einem Amoklauf, bei dem sechs Menschen verletzt wurden, von denen 2 starben. Das Attentat fand am letzten Schultag vor der Spring Break gegen 17:40 Uhr im Raum 236 im Kennedy Building statt. Der Attentäter Trystan Andrew Terrell wurde kurz danach verhaftet. Im darauffolgenden September wurde er zu lebenslanger Haft verurteilt. Die beiden Opfer waren der 19-jährige Ellis Parlier und der 21-jährige Riley Howell.

## Persönlichkeiten

### Bekannte Professoren
- Kathy Reichs (* 1948) – Forensische Anthropologin und Autorin

### Bekannte Absolventen
- Clay Aiken (* 1978) – Popsänger
- Calvin Brock (* 1975) – Boxer
- Cedric Maxwell (* 1955) – Basketballspieler
- Larry Ogunjobi (* 1994) – Footballspieler